# Marc Peter

Marc Peter

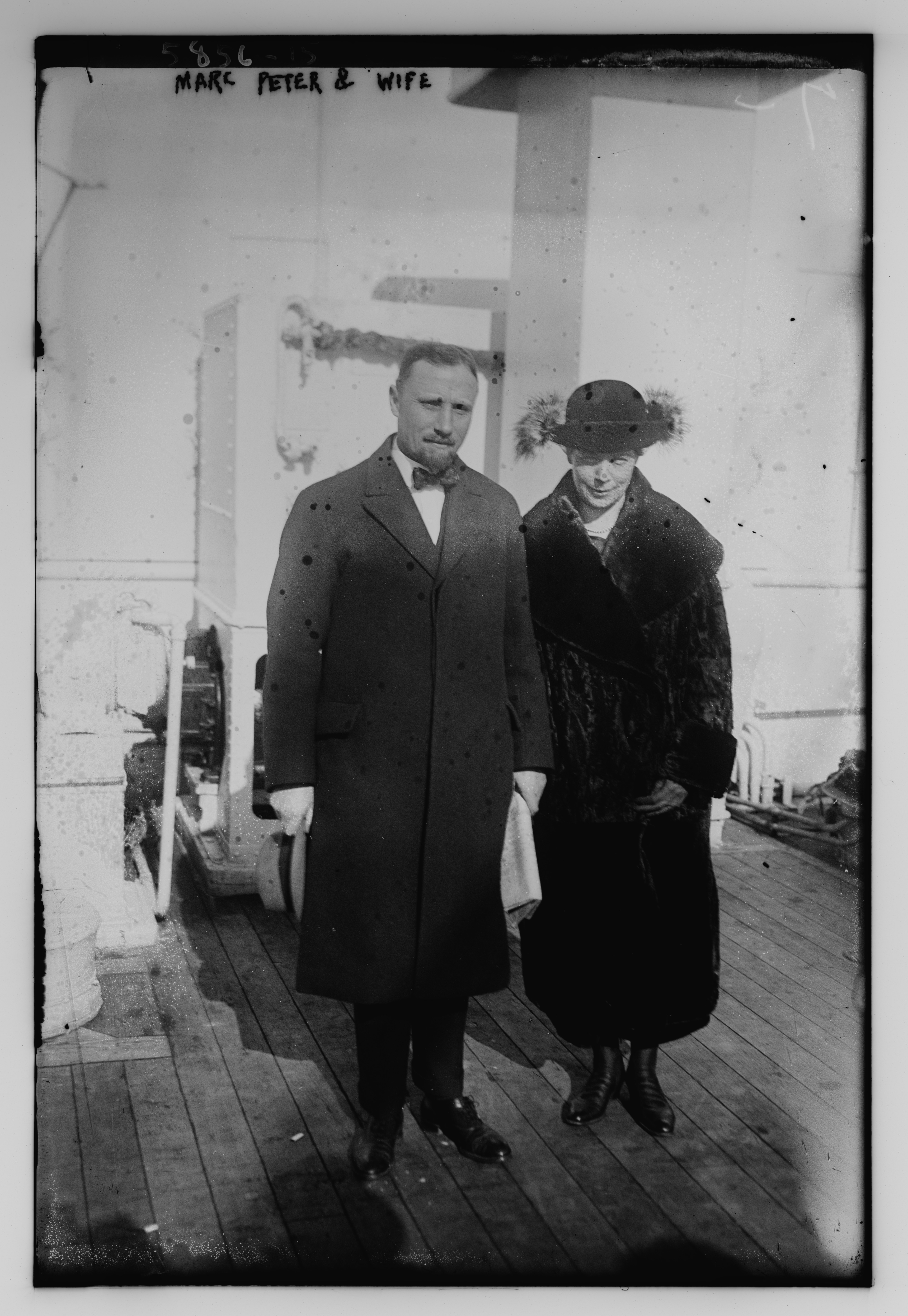
Marc Peter mit seiner Ehefrau Jeanne, 1922

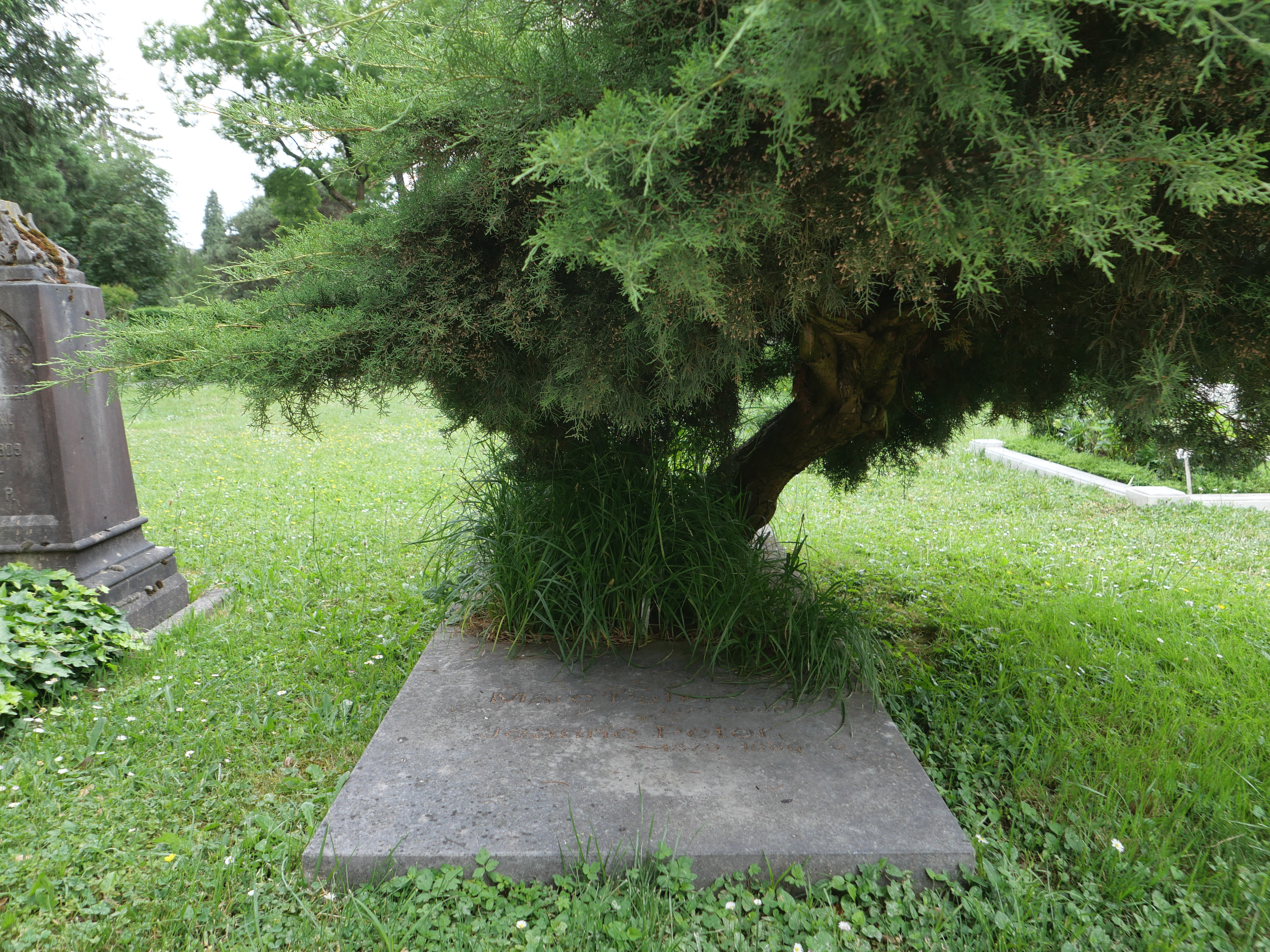
Grabstätte von Marc Peter und seiner Ehefrau auf dem Cimetière des Rois in Genf

Marc-Ernest Peter (* 21. Dezember 1873 in Pregny; † 5. September 1966 in Genf; heimatberechtigt in Genf) war ein Schweizer Jurist, Diplomat, Heimatforscher und Politiker.

## Leben

### Familie
Marc Peter war der Sohn des Graveurs David Peter (* 31. Juli 1847 in Le Petit-Saconnex) und von dessen Ehefrau Louise Amélie Catherine (* 24. Januar 1850 in Plainpalais), die Tochter von Jean Georges Keller († 1873).
Er war seit dem 25. April 1901 mit Jeanne (* 6. August 1879), der Tochter des Politikers Adrien Lachenal verheiratet. Gemeinsam hatten sie zwei Söhne.

### Werdegang
Marc Peter besuchte das Collège Calvin und immatrikulierte sich zu einem Studium der Rechtswissenschaften an der Universität Genf und setzte dieses später an der Universität Berlin fort. Nach seinem Lizenziat 1895 promovierte er 1897 mit seiner Dissertation Etude sur le pacte successoral zum Dr. jur.
Von 1895 bis 1919 war er als Rechtsanwalt tätig. In dieser Zeit wirkte er zunächst von 1899 bis 1900 als stellvertretender Untersuchungsrichter und anschliessend von 1901 bis zum 1. November 1902 als Richter am erstinstanzlichen Gericht sowie von 1914 bis 1919 als Ersatzrichter am Genfer Justizhof (Obergericht).
1908 war er Mitglied des Verwaltungsrats der Société des Petits Bons de la Caisse de Prevoyance de la Presse Universelle.
In der Schweizer Armee diente er in der Militärjustiz. 1904 wurde er als Oberleutnant Gerichtsschreiber beim Ersatzgericht II; 1912 erfolgte seine Beförderung zum Hauptmann, worauf er an das Territorialgericht 1 versetzt wurde.

### Politisches und gesellschaftliches Wirken
Marc Peter begleitete im März 1903 die schwangere Prinzessin Luise von Österreich-Toskana von Genf nach Lindau, wo sie von ihrer Mutter Alicia von Bourbon-Parma in der Villa ihres Vaters, dem Grossherzog Ferdinand IV., empfangen wurde. Die Prinzessin war kurz zuvor, auf Anweisung des sächsischen Königs Georg, durch ein Sondergericht geschieden worden. 
Von 1910 bis 1919 war er Stadtpräsident von Versoix. In diesem Amt verheiratete er im Oktober 1913 den 13. Herzog Karl Rudolf Engelbert Philipp Leo von Croÿ (1889–1974), den Sohn von Karl Alfred von Croÿ, mit Nancy Leishman (1894–1983), der Tochter des amerikanischen Botschafters in Berlin, John George Alexander Leishman (1857–1924).
Überdies war er radikal-liberales Mitglied des Genfer Grossen Rates, den er von 1915 bis 1919 präsidierte. Vom 4. Dezember 1911 bis 1919 war er zudem auf Bundesebene Mitglied des Nationalrats. wo er 1913 den Gotthardvertrag ablehnte. Nach seinem Verzicht auf das Nationalsratsmandat folgte ihm Marius Stoessel (1856–1926).
1912 wurde er Mitglied des Zentralkomitees der Radikalen Partei. 1915 wurde er zum Präsidenten des Zentralvorstands der kantonalen Radikalliberalen Partei gewählt. Unter seiner Führung trennte sich 1916 die Genfer Radikale Partei von der Schweizerischen Radikalen Partei, weil sie dieser einen übertriebenen Militarismus vorwarf.
1914 folgte er dem zurückgetretenen Jules Perréard in den Kreiseisenbahnrat.
1918 wurde er in die Affäre um den Attaché der französischen Botschaft in Bern, George Casella (1881–1922), verwickelt, der versucht hatte, falsche Dokumente betreffend den Grafen Ottokar Czernin sowie im Hochverratsprozess gegen Joseph Caillaux anfertigen zu lassen. In diesem Zusammenhang wurde eine Tänzerin des Genfer Kursaals, die die Mätresse von George Casella war, wegen Spionageverdachts festgenommen. Dank der Bemühungen von Marc Peter wurde sie schon am folgenden Tag gegen eine hohe Kautionszahlung auf freien Fuss gesetzt.
Im Juni 1919 war er Mitglied des von Frédéric de Rabours, William Martin und René Payot (1894–1970), Journalist beim Journal de Genève, gegründeten Komitees, das sich mit dem Anschluss des Vorarlberg an die Schweiz beschäftigen sollte (siehe Volksabstimmung 1919 in Vorarlberg). Weitere Mitglieder des Komitees waren unter anderem Brenno Bertoni, Henri Fazy, Georges de Montenach, Arthur Freymond, Gonzague de Reynold und Robert de Traz.
1920 wurde er, als Nachfolger von Hans Sulzer, Schweizer Gesandter in Washington und gleichzeitig in Havanna auf Kuba mit Dienstsitz in Washington. In dieser Aufgabe versuchte er die schweizerischen Wirtschaftsbeziehungen zu den USA zu verbessern, kritisierte aber auch die amerikanische Zollpolitik. Als solcher erreichte er 1936 ein bilaterales Abkommen, das der Schweiz den Zugang zum amerikanischen Markt erleichterte. 1934 überreichte er im Amerika die Ehrendoktorwürde der Universität Bern an Robert C. Brooks, der an einer Reise in die Schweiz verhindert war. 1939 beendete er seine Aufgabe als Gesandter; sein Nachfolger wurde Carl Bruggmann (1889–1967).
Er lebte noch bis 1946 weiter in den USA und vertrat dort als Delegierter von 1941 bis 1946 das Internationale Rote Kreuz. Er setzte sich während des Zweiten Weltkriegs für amerikanische Kriegsgefangene und für Kriegsgefangene und Zivilinternierte, die sich in den verschiedenen Lagern der USA befanden, ein. Später organisierte er den Transport von Lebensmittelpaketen aus den USA für amerikanische Kriegsgefangene in Deutschland. Die Delegation, der er vorstand, wuchs im Verlauf des Krieges von zwei auf sechsundzwanzig Mitarbeiter an.
Marc Peter verfasste verschiedene historische Bücher, vor allem über Genf zur Zeit der Französischen Revolution.

## Mitgliedschaften
Marc Peter gehörte von 1892 bis 1897 der Studentenverbindung Belles-Lettres an; 1924 nahm er als Ehrenmitglied an der Jahrhundertfeier der Verbindung teil.
1928 wurde er zum Ehrenpräsidenten der Swiss Scientific Society of New York, die von Victor Nef präsidiert wurde, ernannt.
Er war Ehrenmitglied in der 1943 gegründeten amerikanischen Pestalozzi-Stiftung (Pestalozzi Foundation of America).

## Ehrungen und Auszeichnungen
Marc Peter erhielt von der Universität Genf den Prix Edgar Aubert als Autor für seine Arbeit zu einem Thema des Bundesrechts und den Prix Bellot für eine weitere Arbeit im Bereich Recht.
In Versoix wurde 1989 die Avenue Marc Peter nach ihm benannt.

## Schriften (Auswahl)
- Etude sur le pacte successoral. Genf 1897 (Digitalisat).
- Un patriote genevois, François-Gabriel Butin, 1753–1836. 1911.
- Prestation de serment du Conseil d’Etat à Saint-Pierre le 25 novembre 1918. 1918.
- Genève et la révolution: Le gouvernement constitutionnel, l’annexion, la Société économique, 1794–1814. 1921.
- Les Comités provisoires, 28 décembre 1892–13 avril 1794. 1921
- Une amie de Voltaire, Madame Gallatin. Lausanne 1925.